# Jung Ga-ram
Pour les articles homonymes, voir RAM.
Dans ce nom coréen, le nom de famille, Jung, précède le nom personnel.
Jung Ga-ram, né le 23 février 1993, est un acteur sud-coréen. Il se fait connaître grâce à sa prestation dans le film 4th place dans lequel il remporte le prix du meilleur acteur à la 53e cérémonie des Grand Bell Awards. En 2019, il tient l'un des rôles principaux de la série Netflix Love Alarm,.

## Filmographie

### Cinéma
- 2016 : 4th place : Kwang-soo (jeune)
- 2017 : The Poet and the Boy : Se-yun [3]
- 2018 : Believer : Dong-woo
- 2019 : The Odd Family: Zombie On Sale : Jjong-bi
- 2020 : Lucky Strike (Beasts that Cling to the Straw) : Jin-tae
- 2020 : Investigation Trip

### Télévision
- 2011 : High Kick: Revenge of the Short Legged
- 2012 : Standby : Jung Ga-ram
- 2013 : Nail Shop Paris
- 2013 : The Heirs
- 2015 : Heard It Through the Grapevine : Sung Min-jae
- 2017 : Binggoo : Jang Cha-da [4]
- 2018 : Mistress : Sun-ho [5]
- 2019 : Love Alarm : Lee Hye-young
- 2021-2022 : The Interest of Love : Jeong Jong Hyeon

## Distinctions
| Année | Prix                        | Catégorie              | Travail récompensé   | Résultat   | Ref.  |
| ----- | --------------------------- | ---------------------- | -------------------- | ---------- | ----- |
| 2016  | 53rd Grand Bell Awards      | Meilleur nouvel acteur | 4th Place            | Lauréat    | [ 6 ] |
| 2017  | 8th KOFRA Film Awards       | Meilleur nouvel acteur | 4th Place            | Lauréat    | [ 7 ] |
| 2018  | 5th Wildflower Film Awards  | Meilleur nouvel acteur | The Poet and the Boy | Nomination |       |
| 2018  | 23rd Chunsa Film Art Awards | Meilleur nouvel acteur | The Poet and the Boy | Nomination |       |
| 2018  | 55th Grand Bell Awards      | Meilleur nouvel acteur | The Poet and the Boy | Nomination | [ 8 ] |